# 大卫·斯托克戴尔
大衛·阿當·史托迪爾（英語：David Adam Stockdale，1985年9月20日—）是一名英格蘭足球運動員，司職門將，現時效力英冠球會韦康比流浪者。
史托迪爾於哈德斯菲爾德青訓系統接受足球訓練，其後轉投約克城的少年隊，並於2002年成為獎學金球員。他於2002/03年球季閉幕日首次為一隊上陣。2004/05年球季史托迪爾開始進佔一隊席位，但於2006年隨著被借用到韦克菲尔德-伊米耶（Wakefield-Emley）及沃克索普镇（Worksop Town）後，他遭球會放棄。史托迪爾轉投達寧頓，加盟後第二季協助球隊晉級季後附加賽。2008年他被英超球會富咸羅致。史托迪爾曾代表英格蘭全國聯賽選手隊（England National Game XI）上陣1場，並曾獲英格蘭國家隊多次徵召，但至今仍未有上陣記錄。

## 生平

### 球會

#### 約克城
史托迪爾在西约克郡利兹出生，初時參加哈德斯菲爾德青訓系統，於2000年轉投約克城青訓系統，並於2001年10月一場對巴拉福特的賽事由U16少年隊提升上U19青年隊。2002年2月他獲球會提供獎學金，於2002/03年球季成為首年學徒球員。到了2003年3月他已成為約克城一隊的副選門將。2002/03年球季煞科日，他於下半場46分鐘以後補身份首次上陣代替迈克尔·英厄姆（Michael Ingham）把關，結果0-2不敵牛津聯。翌季史托迪爾沒有獲一隊選派上陣。
2004/05年球季，史托迪爾在2004年8月31日獲得再次上陣機會，於0-1負於阿克寧頓在20分鐘替補克里斯·波特（Chris Porter）登場。由8月至12日史托迪爾連續上陣19場後，才被看守領隊韋夫·畢樹比（Viv Busby）棄用，雖然如此，他表明贏取約克城新合約的決心。與時任領隊比利·麦克尤恩（Billy McEwan）商討後，他於2005年4月獲球會提供一年職業合約，但他未肯動筆簽署新約，麦克尤恩批評其態度說：『他是一名獲得首份職業合約的年青學徒球員，滿腦子只有金錢。其實金錢只屬次要，他應該感激約克城給予他合約』。史托迪爾因7月腳部骨折而缺席約克城大部分季前計畫，而他繼續與球會商討合約事宜，終於8月9日簽署合約。
2005年9月史托迪爾被借用到英格蘭北部超級聯賽超級組的韦克菲尔德-伊米耶（Wakefield-Emley），於1-0擊敗盖特谢德（Gateshead）首次披甲上陣。在10月於上陣7場後結束借用返回約克城，並在對根衛島（Canvey Island）在後補席候命。被年青的雅兰·里德（Arran Reid）搶走板凳席位後，史托迪爾在2006年3月1日於麦克尤恩質疑他對球會的承諾後，再被外借到英格蘭足球議會北部聯賽的沃克索普镇（Worksop Town），在3月14日1-1賽和沃克斯豪尔摩托車（Vauxhall Motors）處子登場，其後在4月獲延長借用1個月，期間合共上陣6場。他於2005/06年球季末遭約克城放棄，之前更被麦克尤恩公開批評過重。

#### 達寧頓
2006年8月1日於季前試訓表現出色後，史托迪爾獲得英乙球會達寧頓賞識邀請加盟，簽約一年，於2006/07年球季上陣8場。當首席門將安迪·奥克斯（Andy Oakes）於2007/08年球季揭幕戰被逐離場後，史托迪爾取代其位，成為領隊戴夫·彭尼（Dave Penney）陣中門將不二之選，並於2007年11月獲提供新約及單季上陣超過40場。達寧頓以第6位成績結束球季獲得參加升班附加賽資格，準決賽對羅奇代爾兩回合累計賽和3-3，於互射十二碼以4-5僅敗出局。

#### 富咸
2008年4月英超球會伯明翰城及紐卡素分別派出球探觀察史托迪爾的表現而被扯上關係，但稍後達寧頓接納據報為35萬英鎊可增加至60萬英鎊的富咸出價，雖然如此，史托迪爾仍有為達寧頓在附加賽上陣，他於6月4日正式轉投富咸，簽署兩年合約，沒有公佈轉會身價。他於11月21日重返英乙賽場，以借用身份效力洛達咸，為期1個月，翌日首次披甲以0-2負於巴拉福特；於下一場賽事作客1-1賽和艾斯特城，史托迪爾救出賓·屈臣（Ben Watson）的十二碼，並於完場前擋出賴恩·夏尼（Ryan Harley）的頭球。其後借用期獲延長1個月至翌年1月17日。
2009年3月2日史托迪爾又再被外借，加盟英甲球會莱斯特城，為期1個月，作為大衛·馬田和保羅·軒達臣（Paul Henderson）的替補，代替被母會布力般流浪提前召回的借將马克·伯恩（Mark Bunn）的席位，他於翌日主場1-1賽和史托港首次上陣。稍後他肩膀受傷，李斯特城連忙借用老將（Tony Warner）應急，而他亦於4月6日獲延長借用至球季結束。他在2-0擊敗修安聯一役上陣，勝仗確保李斯特城自動升班英冠席位，賽後他表示有意來季正式加盟李斯特城。
2009年9月13日史托迪爾首次為富咸披甲上陣，在主場以2-1擊敗來訪的愛華頓。其出色的表現使他4天後獲派在歐霸盃作客索菲亞中央陸軍上陣，1-1和局終場。他成為球隊進軍歐霸盃的二號門將，但因傷錯過對陣巴素利的機會。12月29日史托迪爾與富咸續約，留隊直至2013年6月。2010年1月22日於富咸與英冠球會普利茅夫閉門友賽表現出色後，他被借用到普利茅夫1個月直至2月18日，借用最終延長至4月24日，期間上陣21場，但不能阻止球隊降班英甲。
由於首席門將舒華沙於季前受傷及有傳聞轉投阿仙奴，史托迪爾於開季時成為球隊一號門將，首場作客對保頓保持清白之軀；8月22日次仗回到主場卡雲農舍球場對曼聯，史托迪爾救出蘭尼操刀的十二碼，協助富咸2-2賽和對手；於8月在聯賽及盃賽上陣4場，獲選富咸每月最佳球員，才讓位予舒華沙。但到2011年1月由於舒華沙需要代表澳洲征戰亞洲盃，史托迪爾再次擔任「替工」，首仗主場3-0大勝西布朗力保不失，其後再上陣多5場聯賽及盃賽。史托迪爾整季在領隊马克·休斯麾下上陣10場，其中7場為英超聯賽。
2011年6月新任富咸領隊马丁·乔尔表示希望將史托迪爾外借以汲取上陣經驗，但無意將他出售這名球員。當富咸簽入匈牙利門將桑摩基爾後讓史托迪爾的外借可以順利進行，他於史雲斯對他表示興趣後透露，願意降班到英冠效力另一支有意的球隊列斯聯以爭取上陣機會，史雲斯領隊布伦达·罗杰斯將羅致史托迪爾列為首要任務，但史雲斯於7月11日出價200萬英鎊被拒，翌日史托迪爾表示如果可以讓他選擇加盟列斯聯，他希望可以「協助其家鄉球隊返回應該屬於的級別」，但亦透露「併發症」阻止他轉投列斯聯。
2011年7月26日史托迪爾與富咸簽署四年新約，並同意借用到英冠球會葉士域治1整個球季。富咸首席門將麥克·舒華沙於0-2負於的英超聯賽受傷，賽後證實胸椎壓迫損傷，需要休戰4-6星期，富咸於12月14日提早召回史托迪爾，期間在葉士域治的20場聯賽中有18次正選上陣。

### 國家隊
史托迪爾於2004年10月獲選加入只供非聯賽23歲以下球員參加的英格蘭全國聯賽選手隊（England National Game XI）對抗義大利，在11月10日1-0的勝仗擔任尼基·巴尔（Nikki Bull）的副車。2011年2月他被英格蘭國家隊徵召加入對丹麥的25人大軍名單，其時他在富咸代替缺陣的舒華沙的冷靜演出，深深吸引國家隊領隊卡比路的注意。史托迪爾其後在對瑞士的歐國盃外圍賽再被徵召入伍，但因結婚退隊而由羅拔·格連補上。由於英超缺乏具備良好狀態的英格蘭本土門將，被借用到英冠葉士域治的史托迪爾於2011年9月再次入選對保加利亞及威爾斯兩場歐國盃外圍賽。

## 私人生活
史托迪爾於2011年6月3日與女友凱蒂（Kate）結婚，因而錯過翌日英格蘭對瑞士的歐國盃外圍賽。

## 榮譽
李斯特城
- 英格蘭甲級聯賽冠軍：2008/09年；

## 外部連結
- 大卫·斯托克戴尔的X（前Twitter）
- 富咸官網大衛·史托迪爾簡歷
- 足球数据库：大衛·史托迪爾的球员统计数据